# けんぶち絵本の里大賞
けんぶち絵本の里大賞（けんぶちえほんのさとたいしょう）は、北海道上川郡剣淵町にある「剣淵町絵本の館」の来館者が、応募された絵本の中から、好きな作品を選ぶ文学賞である。最多得票数のものを『けんぶち絵本の里大賞』とし、他に『びばからす賞』、『アルパカ賞』がある。前年4月1日～当年3月31日に出版された絵本を対象とする。1991年創設。

## 歴代受賞作

### 大賞
- 第01回（1991年） - 「おばあさんのすーぷ」（文/林原玉枝、絵/水野二郎）
- 第02回（1992年） - 「ぼくはきみがすき」（文・絵/いもとようこ）
- 第03回（1993年） - 「魔女図鑑」（絵/マルカム・バード、訳/岡部史）
- 第04回（1994年） - 「星のふる夜に」（絵・文/千住博）
- 第05回（1995年） - 「おばあちゃんがいるといいのにな」（絵/石倉欣二、文/松田素子）
- 第06回（1996年） - 「ぼくたちのコンニャク先生」（文・写真/星川ヒロ子）
- 第07回（1997年） - 「イルカの星」（文・絵/葉祥明）
- 第08回（1998年） - 「帰ってきたおとうさんはウルトラマン」（文・絵/みやにしたつや）
- 第09回（1999年） - 「いつでも会える」（文・絵/菊田まりこ）
- 第10回（2000年） - 「パパはウルトラセブン」（文・絵/みやにしたつや）
- 第11回（2001年） - 「すみっこのおばけ」（作・絵/武田美穂）
- 第12回（2002年） - 「くれよんのくろくん」（作・絵/なかやみわ）
- 第13回（2003年） - 「おまえ　うまそうだな」（文・絵/宮西達也）
- 第14回（2004年） - 「かあちゃんかいじゅう」（作/内田麟太郎、絵/長谷川義史）
- 第15回（2005年） - 「もったいないばあさん」（作・絵/真珠まりこ）
- 第16回（2006年） - 「もったいないばあさんがくるよ！」（作・絵/真珠まりこ）
- 第17回（2007年） - 「おへそのあな」（文・絵/長谷川義史）
- 第18回（2008年） - 「もったいないことしてないかい?」（作・絵/真珠まりこ）
- 第19回（2009年） - 「いいからいいから３」（作/長谷川義史）
- 第20回（2010年） - 「ちゅーちゅー」（作・絵/宮西達也）
- 第21回（2011年） - 「シニガミさん」（作・絵/宮西達也）
- 第22回（2012年） - 「恋ちゃん はじめての看取り」（文・写真/國森康弘）
- 第23回（2013年） - 「クロコダイルとイルカ」（作/ドリアン助川、絵/あべ弘士）
- 第24回（2014年） - 「パンダ銭湯」（作/tupera tupera）
- 第25回（2015年） - 「もったいないばあさんの てんごくとじごくのはなし」（作・絵/真珠まりこ）
- 第26回（2016年） - 「もう ぬげない」（作/ヨシタケシンスケ）[1]
- 第27回（2017年） - 「さよなら ママがおばけになっちゃった！」（作/のぶみ）
- 第28回（2018年） - 「くろくんとちいさいしろくん」（さく・え/なかやみわ）[2]
- 第29回（2019年） - 「おしっこちょっぴりもれたろう」（作・絵/ヨシタケシンスケ）
- 第30回（2020年） - 「ころべばいいのに」（作/ヨシタケシンスケ）
- 第31回（2021年） - 「ねぐせのしくみ」（作/ヨシタケシンスケ）
- 第32回（2022年） - 「あきらがあけてあげるから」（作/ヨシタケシンスケ）
- 第33回（2023年） - 「かみはこんなにくちゃくちゃだけど」（作/ヨシタケシンスケ）
- 第34回（2024年） - 「もったいないばあさんの おばあちゃん」（作・絵/真珠まりこ）

### びばからす賞
- 第01回（1991年） - 「わにくんとかわいい木」（文・絵/みやざきひろかず）、「おやすみなさいサンタクロース」（絵/小沢摩純、文/舟崎克彦）、「おばあさんのメリークリスマス」（絵/つちだよしはる、文/もりやまみやこ）、「いろいろおばけ」（文・絵/木村裕一）
- 第02回（1992年） - 「となりのせきのますだくん 」（文・絵/武田美穂）、「さる・るるるonemore」（文・絵/五味太郎）、「ワニくんのながーいよる」（文・絵/みやざきひろかず）、「雪わたり」（絵/方緒良、文/宮沢賢治）
- 第03回（1993年） - 「ひとくちぱくり」（文・絵/木曽秀夫）、「犬の生活」（文・絵/津田直美）、「ワニくんのえにっき」（文・絵/みやざきひろかず）、「ゆきのふるよる」（絵/ニツク・バドワース、文/はやしまみ）
- 第04回（1994年） - 「うさぎのぴこぴこ」（絵/いもとようこ、文/山崎陽子）、「おかあさんがおかあさんになった日」（文・絵/長野ヒデ子）、「ひゃくえんだま」（絵/荒井良二、文/ねじめ正一）、「空とぶクジラ」（文・絵/大垣友紀恵）
- 第05回（1995年） - 「ちゅ」（文・絵/福田直）、「うんこ」（文・絵/みやにしたつや）、「１４ひきのこもりうた」（文・絵/いわむらかずお）、「ゆきの日のさがしもの」（絵/薫くみこ、文/さとうゆうこ）
- 第06回（1996年） - 「おばあちゃんのしまで」（文・写真/ふりやかよこ）、「ナヌークの贈りもの」（文・写真/星野道夫）、「まっ黒なおべんとう」（絵/長澤靖、文/児玉辰春）
- 第07回（1997年） - 「おとうさんはウルトラマン」（文・絵/みやにしたつや）、「きょうりゅうだぁ！！」（文・絵/きむらゆういち）、「たぬきのちょうちん」（絵/いもとようこ、文/浜田廣介）
- 第08回（1998年） - 「海の宝物」（絵/クリスチャン・ラッセン、訳/小梨直）、「森が海をつくる」（絵/葉祥明、英訳/リッキー・ニノミヤ）、「きつねのきんた」（絵/いもとようこ、文/かこさとし）
- 第09回（1999年） - 「あなたが生まれるまで」（絵/ローラ・コーネル、作/ジェニファー・ディビス、訳/槙朝子）、「星空のシロ」（絵/葉祥明、文/井上夕香）、「くもくん」（文・絵/いとうひろし）
- 第10回（2000年） - 「でこちゃん」（作・絵/つちだのぶこ）、「とんとんとんのこもりうた」（作・絵/いもとようこ）、「にじいろのさかなとおおくじら」（作/マーカス・フィスター、訳/谷川俊太郎）
- 第11回（2001年） - 「おにいちゃんだから」（作・絵/福田岩緒）、「キミに会いにきたよ」（著/田村みえ）、「さよなら　エルマおばあさん」（写真・文/大塚敦子）
- 第12回（2002年） - 「けんかのきもち」（文/柴田愛子、絵/伊藤秀男）、「えがおのむこうで」（著/田村みえ）、「かつくん」（文/クリスチャン・メルベイユ、絵/ジョス・ゴフィン、訳/乙武洋匡）
- 第13回（2003年） - 「まる」（文・絵/上野修一）、「歯がぬけた」（絵/大島妙子、作/中川ひろたか）、「キミといっしょ」（著/田村みえ）
- 第14回（2004年） - 「げんきですか？」（著/田村みえ）、「三本足のロッキー」（作/どうまえあやこ、絵/いしぐろのりこ）、「あしたも晴れるよ」（著/田村みえ）、「パパはウルトラセブン・みんなのおうち」（文・絵/みやにしたつや）、「Ｍｉｓｔｅｒ　Ｏ」（作/ルイス・トロンダイム）
- 第15回（2005年） - 「ねこがさかなをすきになったわけ」（さく・え/ひだのかな代）、「うちにあかちゃんがうまれるの」（文/いとうえみこ、写真/伊藤泰寛）、「つきのよるに」（作・絵/いもとようこ）
- 第16回（2006年） - 「おじいちゃんのごくらくごくらく」（絵/長谷川義史、作/西本鶏介）、「北海道わくわく地図えほん」（文・絵/堀川真）、「いのちのいろえんぴつ」（詩・絵/豊島加純、絵/マイケル・グレイニエツ、文/こやま峰子）
- 第17回（2007年） - 「いいからいいから」（文・絵/長谷川義史）、「りんご　りんごろ　りんごろりん」（著/ひだのかな代）、「つきよのさんぽ」（作/安江リエ、絵/池谷陽子）
- 第18回（2008年） - 「いつも　いっしょに」（作/こんのひとみ、絵/いもとようこ）、「いいからいいから２」（作/長谷川義史）、「ぼくがラーメンたべてるとき」（作/長谷川義史）
- 第19回（2009年） - 「エゾオオカミ物語」（作/あべ弘士）、「あいしてくれてありがとう」（作・絵/宮西達也）、「てんごくのおとうちゃん」（作/長谷川義史）
- 第20回（2010年） - 「もったいないばあさんのいただきます」（作・絵/真珠まりこ）、「うんこ！」（文/サトシン、絵/西村敏雄）、「くろくんとなぞのおばけ」（作・絵/なかやみわ）
- 第21回（2011年） - 「いいからいいから４」（作/長谷川義史）、「いのちのいれもの」（文/小菅正夫、絵/堀川真）、「じごくのラーメンや」（文/苅田澄子、絵/西村繁男）、「小さないのち　まほうをかけられた犬たち」（文/今西乃子、写真/浜田一男）
- 第22回（2012年） - 「まわるおすし」（作/長谷川義史）、「うまれてきてくれてありがとう」（文/にしもとよう、絵/黒井健）、「ようちえん いやや」（作/長谷川義史）
- 第23回（2013年） - 「おかあちゃんがつくったる」（作/長谷川義史）、「メガネをかけたら」（文/くすのきしげのり、絵/たるいしまこ）、「うちは精肉店」（著・写真/本橋成一）
- 第24回（2014年） - 「きみがおしえてくれた。」（文/今西乃子、絵/加納果林）、「おかあさん だいすきだよ」（文・絵/みやにしたつや）、「ぼくは海になった」（作・絵/うさ）
- 第25回（2015年） - 「へいわってすてきだね」（詩/安里有生、画/長谷川義史）、「トラネコとクロネコ」（作・絵/宮西達也）、「しんでくれた」（詩/谷川俊太郎、画/塚本やすし）
- 第26回（2016年） - 「もりのやきゅうちーむふぁいたーず」（作/北海道日本ハムファイターズ選手会、画/堀川真）、「はなちゃんのみそ汁」（文・絵/魚戸おさむ、原作/安武信吾、安武千恵、安武はな）、「ママがおばけになっちゃった！」（作/のぶみ）
- 第27回（2017年） - 「ネコヅメのよる」（作/町田尚子）、「なつみはなんにでもなれる」（作・絵/ヨシタケシンスケ）、「うまれるまえのおはなし」（文・絵/ひだのかな代）、「さきちゃんのくつ」（作/そうまこうへい、絵/まるやまあやこ）
- 第28回（2018年） - 「こねて　のばして」（作/ヨシタケシンスケ）、「あいたくて　あいたくて」（作・絵/宮西達也）、「あま～いしろくま」（作・絵/柴田ケイコ）
- 第29回（2019年） - 「おしりたんてい　ププッ　ゆきやまの　しろい　かいぶつ！？」（作・絵/トロル）、「ぼくはなきました」（作/くすのきしげのり、画/石井聖岳）、「みえるとか　みえないとか」（さく/ヨシタケシンスケ、そうだん/伊藤亜紗）
- 第30回（2020年） - 「なまえのないねこ」（文/竹下文子、絵/町田尚子）、「じゃない！」（作/チョーヒカル）、「わたしのわごむはわたさない」（作・絵/ヨシタケシンスケ）
- 第31回（2021年） - 「パンどろぼう」（作/柴田ケイコ）、「私の名前は宗谷本線」（文/荒尾美知子、絵/堀川真）
- 第32回（2022年） - 「パンどろぼうなぞのフランスパン」（作/柴田ケイコ）、「やっぱり　じゃない！」（作/チョーヒカル）
- 第33回（2023年） - 「ビッグブック　おめんです３」（作・絵/いしかわこうじ）、「パンしろくま」（作・絵/柴田ケイコ）
- 第34回（2024年） - 「おまえうまそうだな　さよならウマソウ」（作・絵/宮西達也）、「一年一組　せんせいあのね　こどものつぶやきセレクション」（選者/鹿島和夫）、画家/ヨシタケシンスケ）

### アルパカ賞（特別賞）
- 第21回（2011年） - 「ばあちゃんのおなか」（文/かさいまり、絵/よしながこうたく）
- 第22回（2012年） - 「ぼく、仮面ライダーになる！フォーゼ編」（作/のぶみ）
- 第23回（2013年） - 「さわるめいろ」（著/村山純子）
- 第24回（2014年） - 「おっぱいちゃん」（作・絵/有田奈央）
- 第25回（2015年） - 「ふしぎなにじ」（作/わたなべちなつ）
- 第26回（2016年） - 「おばあさんのしんぶん」（文・絵/松本春野、原作/岩國哲人）
- 第27回（2017年） - 「おいしそうなしろくま」（作・絵/柴田ケイコ）
- 第28回（2018年） - 「いちにちじごく」（さく/ふくべあきひろ、え/かわしまななえ）
- 第29回（2019年） - 「ぼくのばしょなのに」（著/刀根里衣）
- 第30回（2020年） - 「みんなのおすし」（作/はらぺこめがね）
- 第31回（2021年） - 「悲しみのゴリラ」（文/ジャッキー・アズーア・クレイマー、絵/シンディ・ダービー、訳/落合恵子）
- 第32回（2022年） - 「大ピンチずかん」（作/鈴木のりたけ）
- 第33回（2023年） - 「戦争をやめた人たち－1914年のクリスマス休戦－」（文・絵/鈴木まもる）
- 第34回（2024年） - 「野球しようぜ！　大谷翔平ものがたり」（文/とりごえこうじ、絵/山田花菜）